# Lega B 2018 (football americano)
La Lega B 2018 è la 27ª edizione del campionato di football americano di secondo livello, organizzato dalla SAFV.

## Squadre partecipanti
| Club                | Città     | Stadio           | Sponsor ufficiale | Risultato nella stagione 2017   |
| ------------------- | --------- | ---------------- | ----------------- | ------------------------------- |
| Argovia Pirates     | Ammerswil |                  |                   | Finalisti Lega B                |
| Bienna Jets         | Bienne    | Stadion Gurzelen |                   | Quinto posto in Lega B          |
| Lausanne LUCAF Owls | Losanna   |                  |                   | Sesto posto in Lega Nazionale A |
| Sankt Gallen Bears  | San Gallo |                  |                   | Vincitori Lega C                |
| Thun Tigers         | Thun      | Stadion Lachen   |                   | Terzo posto in Lega B           |
| Zürich Renegades    | Zurigo    |                  |                   | Quarto posto in Lega B          |

## Stagione regolare

### Calendario

#### 1ª giornata
| Chavannes-près-Renens 18 marzo 2018, ore 14:00 | Lausanne LUCAF Owls | 8 – 6 | Sankt Gallen Bears | Centro sportivo |

#### 2ª giornata
| Buchs 24 marzo 2018, ore 18:00 CEST | Argovia Pirates | 26 – 13 | Sankt Gallen Bears | Sportanlage Suhrenmatte |

| Chavannes-près-Renens 25 marzo 2018, ore 14:00 CEST | Lausanne LUCAF Owls | 12 – 13 | Zürich Renegades | Centro sportivo |

| Bienne 25 marzo 2018, ore 14:00 CEST | Bienna Jets | 10 – 37 | Thun Tigers | Stadion Gurzelen |

#### 3ª giornata
| Thun 2 aprile 2018, ore 14:00 CEST | Thun Tigers | 38 – 33 | Argovia Pirates | Stadion Lachen |

#### 4ª giornata
| Chavannes-près-Renens 8 aprile 2018, ore 14:00 CEST | Lausanne LUCAF Owls | 48 – 12 | Bienna Jets | Centro sportivo |

| Witikon 8 aprile 2018, ore 14:00 CEST | Zürich Renegades | 41 – 14 | Sankt Gallen Bears | Sportplatz Looren |

#### 5ª giornata
| San Gallo 15 aprile 2018, ore 14:00 CEST | Sankt Gallen Bears | 20 – 6 | Bienna Jets | Oberstufenzentrum Zil |

#### 6ª giornata
| Thun 22 aprile 2018, ore 14:00 CEST | Thun Tigers | 20 – 8 | Lausanne LUCAF Owls | Stadion Lachen |

#### 7ª giornata
| Buchs 28 aprile 2018, ore 18:00 CEST | Argovia Pirates | 3 – 20 | Thun Tigers | Sportanlage Suhrenmatte |

| Witikon 29 aprile 2018, ore 14:00 CEST | Zürich Renegades | 51 – 7 | Bienna Jets | Sportplatz Looren |

#### 8ª giornata
| San Gallo 5 maggio 2018, ore 18:00 CEST | Sankt Gallen Bears | 32 – 26 | Lausanne LUCAF Owls | Oberstufenzentrum Zil |

| Bienne 6 maggio 2018, ore 14:00 CEST | Bienna Jets | 13 – 26 | Argovia Pirates | Stadion Gurzelen |

| Witikon 6 maggio 2018, ore 14:00 CEST | Zürich Renegades | 20 – 7 | Thun Tigers | Sportplatz Looren |

#### 9ª giornata
| Chavannes-près-Renens 13 maggio 2018, ore 14:00 CEST | Lausanne LUCAF Owls | 22 – 37 | Argovia Pirates | Centro sportivo |

| San Gallo 13 maggio 2018, ore 14:00 CEST | Sankt Gallen Bears | 9 – 35 | Zürich Renegades | Oberstufenzentrum Zil |

| Thun 13 maggio 2018, ore 14:00 CEST | Thun Tigers | 32 – 22 | Bienna Jets | Stadion Lachen |

#### 10ª giornata
| San Gallo 19 maggio 2018, ore 14:00 CEST | Sankt Gallen Bears | 34 – 76 | Argovia Pirates | Oberstufenzentrum Zil |

| Thun 21 maggio 2018, ore 14:00 CEST | Thun Tigers | 27 – 42 | Zürich Renegades | Stadion Lachen |

#### 11ª giornata
| Bienne 26 maggio 2018, ore 18:00 CEST | Bienna Jets | 27 – 21 | Sankt Gallen Bears | Stadion Gurzelen |

| Chavannes-près-Renens 27 maggio 2018, ore 14:00 CEST | Lausanne LUCAF Owls | 27 – 28 | Thun Tigers | Centro sportivo |

| Witikon 27 maggio 2018, ore 14:00 CEST | Zürich Renegades | 28 – 0 | Argovia Pirates | Sportplatz Looren |

#### 12ª giornata e anticipi
| Buchs 2 giugno 2018, ore 18:00 CEST | Argovia Pirates | 24 – 22 | Zürich Renegades | Sportanlage Suhrenmatte |

| Bienne 2 giugno 2018, ore 18:00 CEST | Bienna Jets | 30 – 6 | Lausanne LUCAF Owls | Stadion Gurzelen |

| Thun 3 giugno 2018, ore 14:00 CEST | Thun Tigers | 35 – 0 | Sankt Gallen Bears | Stadion Lachen |

#### 13ª giornata
| Buchs 9 giugno 2018, ore 18:00 CEST | Argovia Pirates | 34 – 41 | Bienna Jets | Sportanlage Suhrenmatte |

| San Gallo 9 giugno 2018, ore 14:00 CEST | Sankt Gallen Bears | 14 – 26 | Thun Tigers | Oberstufenzentrum Zil |

| Witikon 10 giugno 2018, ore 14:00 CEST | Zürich Renegades | 50 – 0 (a tavolino) | Lausanne LUCAF Owls | Sportplatz Looren |

#### 14ª giornata
| Buchs 16 giugno 2018, ore 18:00 CEST | Argovia Pirates | 45 – 8 | Lausanne LUCAF Owls | Sportanlage Suhrenmatte |

| Bienne 16 giugno 2018, ore 18:00 CEST | Bienna Jets | 36 – 69 | Zürich Renegades | Stadion Gurzelen |

### Classifica
La classifica della regular season è la seguente:
- PCT = percentuale di vittorie, G = partite giocate, V = partite vinte, P = partite perse, PF = punti fatti, PS = punti subiti
- Le prime due classificate si sfidano nella finale; la vincente sfida l'ultima della LNA per la partecipazione alla LNA 2019 (verde)
- L'ultima classificata sfida la vincente della Lega C per la partecipazione alla Lega B 2019 (giallo)

| Pos. | Squadra             | PCT  | G  | V | N | P | PF  | PS  |
| ---- | ------------------- | ---- | -- | - | - | - | --- | --- |
| 1    | Zürich Renegades    | .900 | 10 | 9 | 0 | 1 | 302 | 136 |
| 2    | Thun Tigers         | .800 | 10 | 8 | 0 | 2 | 270 | 179 |
| 3    | Argovia Pirates     | .600 | 10 | 6 | 0 | 4 | 304 | 239 |
| 4    | Bienna Jets         | .300 | 10 | 3 | 0 | 7 | 204 | 344 |
| 5    | Sankt Gallen Bears  | .200 | 10 | 2 | 0 | 8 | 163 | 306 |
| 6    | Lausanne LUCAF Owls | .200 | 10 | 2 | 0 | 8 | 165 | 273 |

## Spareggio promozione
| 30 giugno 2018, ore 18:00 | Zürich Renegades | 15 – 17 | Luzern Lions |  |

## Verdetti
- Zürich Renegades Vincitori della Lega B ma non promossi in LNA 2019
- Lausanne LUCAF Owls relegati in Lega C 2019